# ADM–Aeolus
Az ADM–Aeolus (Atmospheric Dynamics Mission, angolul Légkördinamikai küldetés, illetve Aiolosz, a szelek görög istene után) tervezett európai műhold, az ESA Living Planet programjának keretében épített Earth Explorers műholdsorozat tagja. Feladata a szél irányának és sebességének folyamatos mérése a légkör legalsó 30 kilométeres zónájában.
Egyetlen műszere az ALADIN (Atmospheric Laser Doppler Instrument, angolul Légköri lézerdoppleres műszer) LIDAR, egy, a radarok elvén működő lézeres berendezés, ami a 355 nanométeres ultraibolya tartományban működik, és folyamatosan lézerimpulzusokat bocsát ki, melyek visszaverődését 1,5 méter átmérőjű tükrös távcsővel fogja föl. A jelek kibocsátása és észlelése közötti idő a visszaverő réteg távolságát, a Doppler-effektus miatti időkülönbség a szél sebességét jellemzi az adott helyen. A LIDAR  a függőlegestől 35°-ban elfordítva, a Hold pályájához képest oldalirányban fog állni.